# Elizabeth Tadich
Elizabeth "Liz" Tadich 11 d'octubre de 1976) va ser una ciclista australiana. Del seu palmarès destaca la medalla de plata al Campionat del Món en ruta.

## Palmarès
- 1995
  -  Campiona d'Austràlia en ruta
- 1996
  - 1a al Tour de l'Alta Viena i vencedora d'una etapa
  - 1a al Tour de la Drôme i vencedora d'una etapa
- 1998
  - Vencedora d'una etapa al Canberra Tour
  - Vencedora d'una etapa a la Volta a Turíngia
- 1999
  - Vencedora d'una etapa al Tour de Snowy
- 2002
  - Vencedora d'una etapa al Tour de Snowy